# Complesso di Santa Maria dei Monti
Il complesso di Santa Maria dei Monti è una struttura religiosa di Napoli, si trova in via Santa Maria dei Monti (Capodimonte).
Il disegno originario è di Cosimo Fanzago e l'edificio fu completato il 14 maggio 1654, giorno della Pentecoste. In seguito, il complesso fu gravemente danneggiato dal terremoto del 1688.
Più tardi venne sottoposto alla ricostruzione totale e agli ampliamenti settecenteschi.
Oggi si presenta con una bella facciata su due livelli sovrastata da un timpano triangolare; prima dell'ingresso vi è un pronao con tre archi a tutto sesto.
Il complesso attualmente ospita i padri passionisti.

## La chiesa
L'interno della chiesa è a croce greca ed è decorato da stucchi settecenteschi; alle spalle dell'altare maggiore vi è il quadro di Santa Maria dei Monti Regina degli apostoli (attribuito al pittore cinquecentesco Girolamo D'Arena), mentre ai lati sono collocati il San Pietro che battezza e il San Paolo che predica, tele di Paolo De Majo.
Degni di menzione sono anche:
- gli altari in marmi policromi;
- la balaustra del presbiterio;
- il pavimento in marmo e cotto;
- le varie opere pittoriche sparse per la chiesa e per il complesso monastico;
- l'affresco della Cripta della Confraternita dell'Annunziata;
- l'organo;
- l'antica edicola nel giardino del convento;
- il coro.